# Taupulega
De Taupulega of Raad der Ouderen is het lokale gezaghebbende orgaan van elk atol afzonderlijk op Tokelau. De Taupulega is op elk eiland anders samengesteld, en vrouwen worden er niet toegestaan. De raad komt wekelijks één- tot tweemaal samen om dorpszaken te bespreken zoals het vissen en de landverdeling, maar het houdt zich ook bezig met de buitenwereld. De Taupulega beslist ook wie de kandidaten zijn voor de functies van faipule en  pulenuku. Op deze kandidaten kunnen dan om de drie jaar alle volwassen eilanders stemmen.
Op Atafu bestaat de Taupulega uit het hoofd van elke familie, samen met de faipule en de pulenuku. Op Fakaofo is de raad samengesteld uit de dorpsoudsten (wie de leeftijd van 60 jaar bereikt wordt erin uitgenodigd), de faipule en de pulenuku. Op Nukunonu zitten zowel de dorpsoudsten als de hoofden van de families samen met de faipule en de pulenuku in de Taupulega.